# Mahmoud Al Mawas
Mahmoud Al Mawas (arab. محمود المواس; ur. 30 listopada 1992 w Hamie) – syryjski piłkarz grający na pozycji prawego pomocnika. Od 2017 jest zawodnikiem klubu Umm-Salal SC.

## Kariera piłkarska
Swoją karierę piłkarską Al Mawas rozpoczął w klubie Al Karama, w którym w 2010 roku zadebiutował w pierwszej lidze syryjskiej. W sezonie 2010/2011 wywalczył z nim wicemistrzostwo Syrii.
W 2012 roku Al Mawas przeszedł do bahrajńskiego zespołu Riffa SC. Z kolei w 2013 roku trafił do Al-Arabi Kuwejt. W sezonie 2013/2014 zdobył z nim Puchar Kuwejtu, a w sezonie 2014/2015 wywalczył wicemistrzostwo tego kraju. W 2015 roku był z niego wypożyczony do saudyjskiego Al-Faisaly Harma, a w 2016 do Riffa SC. Z kolei jesienią 2017 grał w Al-Muharraq z Bahrajnu.
W 2017 roku Al Mawas został zawodnikiem katarskiego Umm-Salal SC. Swój debiut w nim zaliczył 3 stycznia 2017 w wygranym 2:1 wyjazdowym meczu z Al-Khor.

## Kariera reprezentacyjna
W reprezentacji Syrii Al Mawas zadebiutował 17 listopada 2012 w zremisowanym 1:1 towarzyskim meczu z Palestyną. W 2019 roku powołano go do kadry na Puchar Azji.